# Arles
Arles is een Franse stad gelegen in het departement Bouches-du-Rhône in de regio Provence-Alpes-Côte d'Azur. De inwoners worden Arlésiens genoemd. Arles had 51.156 inwoners op 1 januari 2022.
Arles was een belangrijke stad in het Romeinse Rijk die tot 50.000 inwoners telde. De Romeinse en romaanse monumenten in Arles werden in 1981 op de werelderfgoedlijst van UNESCO geplaatst.

## Geografie
Arles ligt aan de Rhône, op het punt waar de delta begint, bij de splitsing van de Grote Rhône en de Kleine Rhône. Daardoor ligt de stad "aan de poort van de Camargue". 
De oppervlakte van Arles bedroeg op 1 januari 2022 758,93 vierkante kilometer; de bevolkingsdichtheid was toen 67,4 inwoners per km². Met deze oppervlakte is de gemeente Arles de grootste van heel Europees Frankrijk, groter dan Parijs en zijn drie omliggende departementen (124 gemeenten) samen. Het grondgebied omvat drie interessante natuurgebieden:
- in het noorden de Alpilles
- in het oosten de Crau
- in het zuiden de Camargue, waarvan het grootste deel bij Arles hoort (het andere deel hoort bij Saintes-Maries-de-la-Mer, de op twee na grootste Franse gemeente in oppervlakte).

Buiten het stadscentrum omvat Arles nog enkele dorpen: Albaron, Gimeaux, Mas-Thibert, Moulès, Saliers, Salin-de-Giraud, Le Sambuc en Raphèle.
De onderstaande kaart toont de ligging van Arles met de belangrijkste infrastructuur en aangrenzende gemeenten.

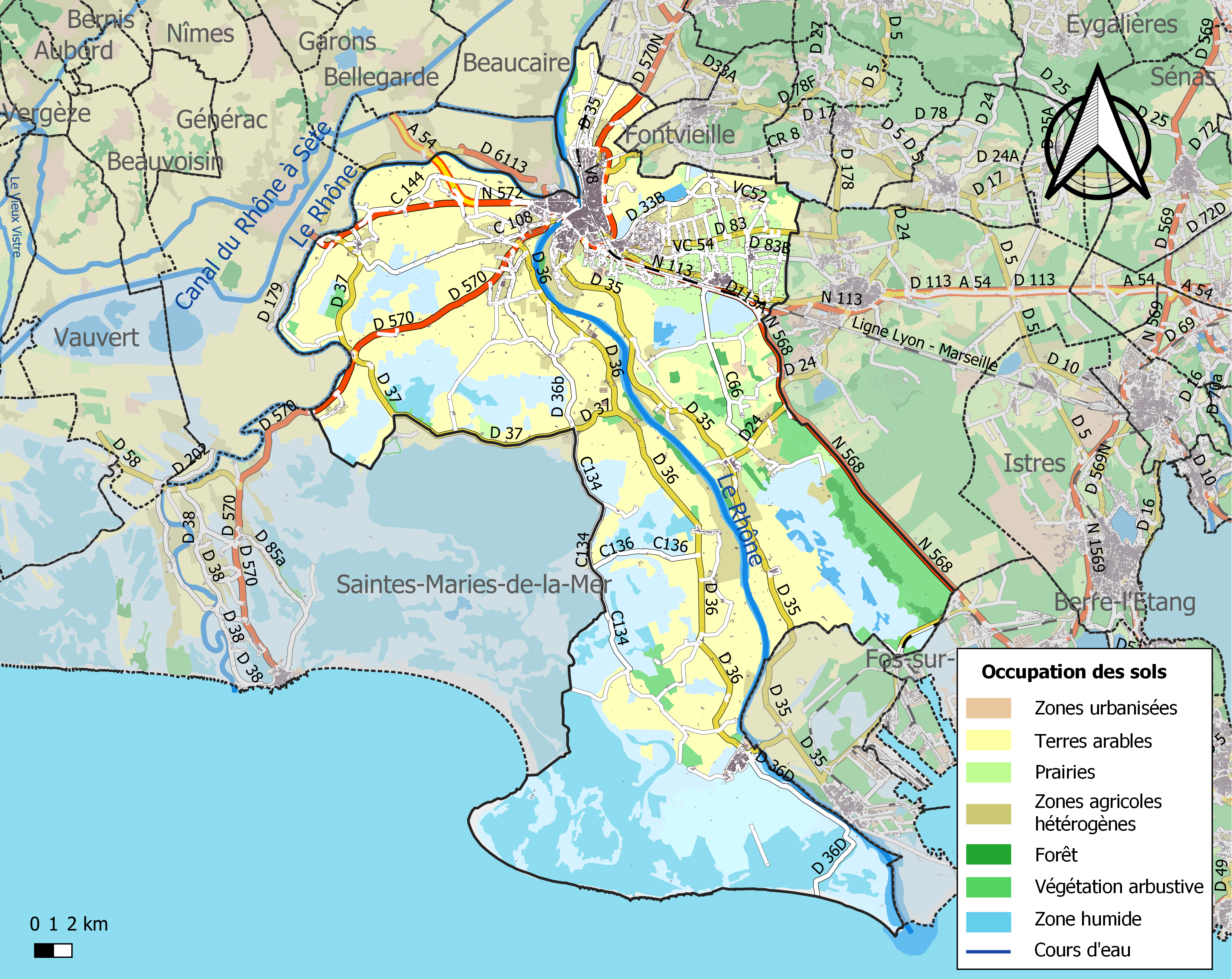

## Geschiedenis

### Oudheid
In de 6e eeuw v.Chr. ontstond een nederzetting op een rotsachtige hoogte bij de Rhône. Deze nederzetting had handelscontacten met de Grieken in Marseille. In 535 v.Chr. werd de nederzetting veroverd door de Gallische stam van de Saluvii. Zij herdoopten de stad Arelate.
In 123 v.Chr. werd de stad veroverd door de Romeinen. Na het graven van een kanaal dat Arelate verbond met de Middellandse zee in 104 v.Chr. werd de stad een belangrijk handelscentrum: via de Rhône werden goederen uit het binnenland van Gallië aangevoerd en bovendien lag de stad op de handelsweg tussen Italië en Spanje. Julius Caesar herstichtte de stad in 46 v.Chr. als Colonia Iulia Paterna Arelatensium Sextanorum waar veteranen van het Zesde Legioen Ferrata werden gevestigd. Het theater werd gebouwd onder Augustus en kon meer dan 10.000 toeschouwers ontvangen. Het amfitheater voor 20.000 toeschouwers werd gebouwd aan het einde van de 1e eeuw. De stad zelf telde tot 50.000 inwoners.
Constantijn de Grote maakte van Arelate in 308 tijdelijk zijn hoofdstad, tot hij in 312 erin slaagde om Rome in te nemen. De stad strekte zich toen uit over beide oevers van de Rhône. Toen het christendom werd ingevoerd, werd Arles een belangrijk religieus centrum. Sint-Trophime zou de eerste bisschop zijn geweest. In 314 werd hier het Concilie van Arles gehouden. In de 5e eeuw verhuisde kwam er een nieuwe kathedraal op een meer prominente plaats, op het forum. Aan het begin van de 5e eeuw werd Arelate een van de hoofdsteden van het West-Romeinse Rijk ten koste van Trier. De stad werd veroverd door de Visigoten in 476.

### Middeleeuwen
Na de val van het Romeinse Rijk werd de stad enige eeuwen minder belangrijk. Van 933 tot 1033 was Arles de hoofdstad van een koninkrijk met de naam Bourgondië, dat wegens de hoofdstad ook wel bekendstond als het Koninkrijk Arelat of het Arelatische koninkrijk. Kerkelijk bleef Arles erg belangrijk als aartsbisdom en werd bestuurd door de machtige aartsbisschoppen van Arles. Arles kreeg een belangrijk religieus patrimonium met kerken en kloosters. De 12e eeuw was een bloeitijd. Arles werd in de eerste helft van de 12e eeuw een gemeente bestuurd door consuls. In de late middeleeuwen ging het weer bergaf met de stad. In 1348 werd de stad getroffen door de Zwarte Dood.

### Moderne tijd
In de 16e eeuw leefde Arles economische weer op en werd een centrum van het humanisme. Maar ondanks de nieuwe renaissancehuizen behield de stad haar middeleeuwse vorm. Binnen de stadsmuren lagen vier wijken: la Cité, le Vieux Bourg, le Bourg Neuf en le Marché Neuf. In de 17e en 18e eeuw kreeg de oude stad haar definitieve vorm. Het stadhuis en rijke burgerhuizen werden gebouwd en de kerken werden verbouwd. In 1720 werd de stad opnieuw getroffen door de pest.
Aan het begin van de 19e eeuw begon de bevolking, die in de tweede helft van de 18e eeuw gekrompen was, weer te groeien. De komst van de spoorweg in 1848 en de aanleg van de haven van Port-Saint-Louis-du-Rhône gaven een klap aan het vrachtvervoer over de Rhône. In de plaats kwamen er wel scheepswerven en industrie.
Na de Tweede Wereldoorlog kende de stad een grote uitbreiding met hoogbouw in nieuwe wijken: Le Trébon (1960), Griffeuille (1965) en Barriol (1970).

## Cultuur en Toerisme

### Werelderfgoed
De Romeinse en romaanse monumenten in Arles werden in 1981 op de werelderfgoedlijst van UNESCO geplaatst. De inschrijving omvat een gebied van 64 ha in het centrum van Arles. Hier bevinden zich de meeste historische bezienswaardigheden, waaronder het amfitheater en het Romeinse theater.

### Bezienswaardigheden
Arles is ook bekend als woonplaats van Vincent van Gogh. Hij verbleef vijftien maanden in Arles, tussen februari 1888 en mei 1889. Veel plekken waar de schilder verbleef bestaan niet meer, zoals zijn pension aan de Place Lamartine (Het gele huis) dat in de Tweede Wereldoorlog werd verwoest, maar het Caféterras bij nacht aan de Place du Forum is er nog steeds, zij het omgevormd tot een toeristische gelegenheid. Het hôtel-dieu, het ziekenhuis waar de schilder verbleef nadat hij zich had verwond aan het oor, herbergt de Espace Van Gogh.
Elk jaar vindt er ook nog een folkloristische traditie plaats die de mensen herinnert aan het gevecht tegen de Mistral.
Bezienswaardigheden zijn:
- Diverse Romeinse overblijfselen, zoals:
  - het amfitheater van Arles, gebouwd rond het jaar 90 na Christus tijdens de periode van de Flavische dynastie (Vespasianus, Titus en Domitianus)
  - de obelisk van Arles
  - het theater, waar onder andere het bekende beeld van de Venus van Arles gevonden is (nu in het Louvre)
  - de laat-Romeinse thermen van Constantijn
  - de cryptoporticus: de ondergrondse resten van het forum
  - het circus (nauwelijks iets van overgebleven), naast het museum, het Musée de l'Arles Antique
  - de beroemde dodenallee les Alyscamps
  - ruïne van de brug van Constantijn
  - het aquaduct en de molens van Barbegal (7 km buiten de stad)
- de kathedraal Saint-Trophime met zijn romaans portaal (1180-1190), zijn romaans-gotische kloostergang (12de-14de eeuw) en binnenin Aubussonwandtapijten (17de eeuw) en enkele sarcofagen; naast de kathedraal staat het voormalig aartsbisschoppelijk paleis, dat thans in gebruik is door de stad Arles
- de romaanse kerk Notre-Dame-de-la-Major (12de eeuw), de religieuze zetel van de broederschap van de Gardians (paardenwijding)
- de Sainte-Anne, een niet meer in gebruik zijnde kerk
- de abdij van Montmajour, een voormalige Benedictijnenabdij buiten de stad
- de Grand Prieuré de Malte, het voormalig paleis van de ridders van Malta (renaissance), herbergt heden ten dage het Musée Réattu
- de Rotonde, de protestantse kerk van Arles, waarvan de bouw dateert van de periode van de Franse Revolutie
- Luma Arles is een multidisciplinair centrum voor moderne kunst en cultuur. De toren is een ontwerp van Frank Gehry

### Musea
- Fondation Van Gogh
- Museon Arlaten, het in 1896 door de Provençaalse schrijver en Nobelprijswinnaar Frédéric Mistral opgerichte etnografische museum dat aan de Provençaalse geschiedenis en folklore is gewijd
- Musée Réattu bevat werk van o.a. Jacques Réattu en Antoine Raspal, twee schilders uit Arles, van Picasso (57 tekeningen), van Ossipe Zadine en Germaine Richier. Er is ook een belangrijke collectie fotografie
- Musée de l'Arles Antique, museum over Arles in de pre-Romeinse, de Romeinse en de vroegmiddeleeuwse tijd
- Musée de la Camargue

## Demografie
Onderstaande figuur toont het verloop van het inwonertal (bron: INSEE-tellingen).
Vanwege een beveiligingsprobleem met de MediaWiki Graph-software is het momenteel niet mogelijk deze grafiek weer te geven. Zodra de software is bijgewerkt zal de grafiek vanzelf weer zichtbaar worden.

## Verkeer en vervoer
In de gemeente ligt het spoorwegstation Arles. 
De autosnelweg A54 loopt door de stad. 

## Bekende inwoners van Arles

### Geboren
- Constantijn II van Rome, (316-340), Romeins keizer
- Teucinde van Arles (Arelat, ca.928-ca.977), edeldame in het koninkrijk Arelat
- François Vautier (1589-1652), arts aan het koninklijk hof
- Antoine Raspal (1738-1811), schilder
- Baron Guillaume Meiffren-Laugier de Chartrouse (1772-1843), burgemeester-parlementslid, ornitholoog, plantkundige
- Honoré Nicolas (1846-1908), burgemeester van Arles
- Jeanne-Louise Calment (1875–1997), oudste mens aller tijden (122 jaar en 164 dagen)
- Maurice Guigue (1912–2011), internationaal voetbalscheidsrechter
- Lucien Clergue (1934-2014), fotograaf en een van de stichters van Les Rencontres d'Arles
- Christian Lacroix (1951), modeontwerper
- Anne-Marie David (1952), zangeres
- Djibril Cissé (1981), voetballer
- Gaël Givet (1981), voetballer
- Fabien Camus (1985), Tunesisch voetballer
- Lloyd Palun (1988), voetballer
- Serhou Guirassy (1995), voetballer
- Ismaël Bennacer (1997), voetballer

### Overleden
- Antoine Raspal (1738-1811), schilder
- Baron Guillaume Meiffren-Laugier de Chartrouse (1772-1843), burgemeester-parlementslid, ornitholoog, plantkundige
- Honoré Nicolas (1846-1908), burgemeester van Arles
- Pierre Lhomme (1930-2019), cameraregisseur

### Woonachtig (geweest)
- Paul Gauguin (1848-1903), kunstschilder
- Vincent van Gogh (1853-1890), Nederlands kunstschilder